# Ян Маєрчак
Ян Мар'ян Маєрчак (пол. Jan Marian Majerczak; 22 травня 1926, П'ясково — 10 липня 2016, Познань) — польський комуніст, політик і господарник часів ПНР, функціонер ПОРП, сподвижник Тадеуша Грабського. Активний учасник конфронтації «партійного бетону» з незалежною профспілкою Солідарність і реформістськими «горизонтальними структурами». Засновник догматичного Познанського форуму комуністів, активіст Асоціації «Реальність» й Об'єднання «Грюнвальд». Був знаний також як дипломат і директор великого промислового підприємства.

## Партійний функціонер, дипломат, господарник
Народився у сільській родині з гміни Шамотули (Познанське воєводство Другої Речі Посполитої). З юності дотримувався комуністичних поглядів. У 1945 році вступив до Союзу боротьби молодих, у 1948 році — до Союзу польської молоді. З 1951 року — член урядущої компартії ПОРП.
У 1955—1958 роках Ян Маєрчак — перший секретар повітського комітету ПОРП у Кемпно. У 1961 році закінчив Вищу школу суспільних наук при ЦК ПОРП. З 1966 року — член Познанського воєводського комітету ПОРП. До 1973 року очолював парторганізацію в Оструві-Велькопольському. Ідеологічно Маєрчак стояв на позиціях догматичного марксизму-ленінізму та неосталінізму. Його партійна кар'єра розвивалася за правління Едварда Охаба, Владислава Гомулки, Едварда Герека, але політичним ідеалом був режим Болеслава Берута. Політично орієнтувався на великого діяча познанського партійно-адміністративного та господарського апарату Тадеуша Грабського.
У 1973 році Ян Маєрчак закінчив дипломатичну аспірантуру Вищої школи ЦК. З 1974 року — генеральний консул ПНР у чехословацькій Остраві (регіональним секретарем КПЧ був тоді близький Маєрчаку за поглядами Мирослав Мамула). У 1980 році Маєрчак повернувся до Польщі й обіймав посаду директора познанського заводу автоматичних систем MERA.

## Лідер познанського «бетону»

### У конфлікті з новою реальністю
Бурхливі події 1980 року, потужний страйковий рух, створення незалежної профспілки Солідарність, масове відторгнення ПОРП, зростання антикомуністичних настроїв шокували Маєрчака.
Партійний діяч середньої ланки, своїм соціальним просуванням зобов'язаний ПОРП, не тільки не розумів, а й не міг знайти себе у новій, складній польській реальності. Він зіткнувся з подіями, які не тільки суперечили його принципам, а й руйнували його світ.
З осені 1980 року почала формуватися невеликі, але радикальні угруповання ортодоксально-комуністичного «партійного бетону». Кадри зазвичай комплектувалися з ідеологічного апарату (викладачі марксизму-ленінізму, партійні публіцисти, філософи, лектори тощо), сталіністко налаштованих ветеранів ПОРП і ПРП. Вони спиралися на підтримку консервативної номенклатури ПОРП, адміністративних структур, органів МВС, армійського командування. У Познані за цими силами стояв впливовий лідер «бетону» Тадеуш Грабський — член Політбюро та секретар ЦК ПОРП.
Ян Маєрчак активно долучився до «бетону». На його заводі велася консервативно-комуністична агітація, розповсюджувалися друковані матеріали, організовувалася політична підтримка Грабському та Познанському воєводі Станіславу Цозасю, ветерану МГБ, учаснику політичних репресій. З санкції Грабського навколо Маєрчака став групуватися розрізнений колись актив «бетону».
Противниками «бетону» у Познані був не лише профцентр «Солідарності» та внутрішньопартійна реформістська «горизонталь» PFMP, а і як не парадоксально — воєводський комітет ПОРП. З червня 1981 року першим секретарем був Едвард Скшипчак — висунутий «низами» партії інженер Заводу Цегельського, рішучий прихильник демократичних перетворень і співпраці з «Солідарністю». Ця дуже специфічна ситуація додатково дезорієнтувала Маєрчака.

### Голова догматичного форуму

#### Структура
Консолідуючою структурою регіонального «бетону» став Познанський форум комуністів (PFK). Установчі збори відбулися 16 червня 1981 року. В організацію увійшли кілька десятків осіб — переважно статусні, середньозаможні, старшого віку, які пов'язують свій добробут із «реальним соціалізмом» і повновладдям ПОРП. Головою PFK став Ян Маєрчак. Його висування сприяло давнє знайомство та довірчі стосунки з Грабським.
Дата започаткування обрано не випадково: у партії та країні обговорювався лист ЦК КПРС на адресу ЦК ПОРП від 5 червня 1981 року. Радянське керівництво жорстко критикувало владу ПНР за «поступки контрреволюційним силам». Ця позиція відповідала настановам «бетону». Лідери догматичного крила ПОРП — Тадеуш Грабський, Стефан Ольшовський, Мирослав Мілевський, Анджей Жабинський, Станіслав Кочелек — вирішили, що момент підходить для атаки на партійних «лібералів» і прагматиків-«центристів». Об'єктами критики ставали перший секретар ЦК Станіслав Каня, прем'єр-міністр і міністр оборони Войцех Ярузельський, секретар ЦК Казімеж Барциковський, віцепрем'єр Мечислав Раковський. Активізація «неформального „бетону“» була частиною цієї стратегії, зокрема у Познані.
Познанський «бетон» мав важливу специфічну межу. На відміну від інших подібних організацій (KFP, RSK, KZMP, Варшава 80), у PFK переважали не ідеологічні функціонери, а промисловці-технократи — директори підприємств, економісти, техніки. Ключовими проблемами для них були господарське управління та виробнича дисципліна. «Запорукою економічного розвитку» діячі PFK вважали «політичну й ідеологічну ясність» у версії Берута. Головну небезпеку вони вбачали в ідеях робітничого самоврядування, притаманних ранній «Солідарності».

#### Політика
PFK й особисто Маєрчак нападали на «Солідарність», вимагали відновити повновладдя заводських адміністрацій, заборонити страйки, навести лад військово-міліцейськими силами (познанський воєводський комендант міліції полковник Зашкевич також належав до «бетону»). За наступними оцінками, Цозась та Зашкевич використовували Маєрчака з його організацією для самозахисту від антикорупційних розслідувань, які проводяться з ініціативи Скшипчака. Маєрчак багаторазово направляв до ЦК ПОРП листи-доноси, звинувачуючи Скшипчака у «руйнуванні партійної організації» та вимагав усунути його з посади першого секретаря.
Ян Маєрчак з його позицією крайнього ідеологічного догматизму виступав «уособленням сил повернення до минулого». Він закликав «визначитися, що означає слово „комуніст“, дати відсіч ворожим силам, очистити партію від безідейних, не соромитися бути комуністами». На передз'їздівській конференції говорив про навислу загрозу повторення Познанського повстання 1956 року. Намагався підтримувати зв'язок з генеральним консульством СРСР, здійснював церемоніальні жести, на кшталт привітань з радянськими державними датами. Ще тіснішим був його зв'язок з КПЧ через колишні контакти в Остраві. За оцінками очевидців, збори PFK проходили «в атмосфері 1950-х років» — йшлося про період 1950—1952 років.
Попри директорський статус, Маєрчак висловлював інтереси радше партійно-ідеологічного, ніж господарського апарату. Але при цьому PFK, за наступними оцінками, навіть у риториці був менш самостійним, ніж KFP, хоча не приховував орієнтації на «катовицьких товаришів». Ян Маєрчак, на відміну від ідеолога KFP Всеволода Волчева, практично не мав своїх поглядів поза апаратною лінією.

#### Результати
Зусиллями Яна Маєрчака Познань поступово перетворювалася на третій — поряд із Варшавою та Катовіце — всепольський політичний центр «бетону». Напередодні IX надзвичайного з'їзду ПОРП Маєрчак робив ставку на прихід до вищої партійної влади свого патрона Грабського. На чолі делегації PFK він відвідав Катовиці та взяв участь у міжрегіональній конференції та мітингу «бетонних» організацій. Маєрчак підписав відкритий лист делегатам із закликом «відстояти марксистсько-ленінський характер ПОРП». Однак на з'їзді «бетону» не вдалося змінити найвище керівництво. Першим секретарем залишився Станіслав Каня, а Тадеуша Грабського виведено з Політбюро та ЦК. Зняття Кані відбулося 18 жовтня 1981 року, коли його змінив генерал Ярузельський, який зосередив у своїх руках партійну, урядову та військову владу.
Поразка Грабського сильно підірвала позиції Маєрчака та його організації. Впливовий секретар ЦК Казімеж Барциковський погрожував ортодоксам дисциплінарними заходами за порушення партійного статуту. Але явна ставка на встановлення воєнного режиму відповідала програмним настановам PFK і Маєрчак підтримував курс Ярузельського. У жовтні 1981 року PFK перетворено на Семінар марксистсько-ленінських знань (SWML) і приєднався до сталінської Асоціації «Реальність». Також Маєрчак очолив регіональну структуру націонал-комуністичного Об'єднання «Грюнвальд». Таким чином, у його особі об'єднались всі іпостасі «бетону».

## Відхід з політики
13 грудня 1981 року у Польщі введено воєнний стан. Встановилася влада WRON і неформальної «Директорії» генерала Ярузельського. «Солідарність» заборонено, багато активістів репресовано. Це збігалося з позиціями Яна Маєрчака та його сподвижників, але організації, подібні до PFK/SWML, не були потрібні військово-партійному режиму. Деякий час Маєрчак перебував в оточенні Грабського, який очолював «Реальність», однак у 1983 році «Реальність» розпущено, Грабського відправлено торговим представником у НДР.
Восени 1988 року, у принципово нових умовах — на тлі страйкової хвилі та переговорів у Магдаленці, напередодні Круглого столу — група марксистських активістів й інтелектуалів заснувала організацію «Прогрес і демократія» (PiD). Такі ініціатори, як Теодор Куфель, Мар'ян Тупяк, Ігнаци Красицький, явно розглядали PiD як відтворену «Реальність». До них приєднався і Ян Маєрчак. Проте інші засновники орієнтувалися на зовсім інші ідеї Адама Шаффа. Проєкт не набув розвитку.
Після перемоги «Солідарності» на альтернативних виборах 1989 року Ян Маєрчак залишив політику. Жив на пенсії у Познані, від публічності дистанціювався. Помер у віці 90 років.